# Jaroslav Kracík
Jaroslav Kracík (* 18. leden 1983, Plzeň) je český hokejový útočník. Většinu kariéry strávil v Plzni. Mezi jeho další působiště patří Klatovy, Ústí nad Labem a Písek. V nejvyšší soutěži hrál i v Mladé Boleslavi a jednu sezónu odehrál v Litvínově. V zahraničí působil v německých druholigových klubech Landshut Cannibals a SC Riessersee. Nyní hraje znovu v mateřském klubu HC Škoda Plzeň.

## Hráčská kariéra
- 2001/2002 HC Keramika Plzeň (E), HC Klatovy (2. liga)
- 2002/2003 HC Keramika Plzeň (E), HC Slovan Ústí nad Labem (1. liga)
- 2003/2004 HC Lasselsberger Plzeň (E)
- 2004/2005 HC Lasselsberger Plzeň (E), IHC Písek (2. liga)
- 2005/2006 HC Lasselsberger Plzeň (E)
- 2006/2007 HC Lasselsberger Plzeň (E)
- 2007/2008 HC Lasselsberger Plzeň (E)
- 2008/2009 HC Lasselsberger Plzeň (E)
- 2009/2010 HC Plzeň (E), hostování v klubu BK Mladá Boleslav (E)
- 2010/2011 HC Benzina Litvínov (E)
- 2011/2012 Landshut Cannibals (2. DEL)
- 2012/2013 Landshut Cannibals (2. DEL)
- 2013/2014 SC Riessersee (2. DEL)
- 2014/2015 SC Riessersee (2. DEL)
- 2015/2016 HC Škoda Plzeň ELH
- 2016/2017 HC Škoda Plzeň ELH
- 2017/2018 HC Škoda Plzeň ELH
- 2018/2019 HC Škoda Plzeň ELH
- 2019/2020 HC Škoda Plzeň ELH
- 2020/2021 HC Škoda Plzeň ELH